# Floke Vilgerdsson
Floke Vilgerdsson (isländska Flóki Vilgerðarson, även Korp-Floke, Hrafna-Flóki) var en av de första nordbor som kom till Island. Han var född i Norge och beskrivs i Landnamsboken som en stor viking.
Under 860-talet seglade Floke från Shetlandsöarna mot Island och med sig hade han tre korpar. Efter en dags seglats släppte han lös den första korpen, som flög akterut tillbaka till Shetlandsöarna. Dagen efter släppte han lös den andra fågeln, som stannade kvar ombord. Ytterligare en dag senare släppte han den tredje fågeln, som flög framåt och visade Floke vägen till Island.
Med på resan var också tre män som hette Torulf, Herjulf och Faxe. Den sistnämnda av dessa ska ha varit den som givit upphov till namnet Faxaflói på den stora bukten nordväst om Island. Floke ska dessutom ha varit den som gav ön namnet Island istället för det tidigare Gardarsholm efter Gardar Svavarsson.
I centrala Reykjavik finns det en gata döpt efter Floke Vilgerdsson, Flókagata. I Nordlandet och Västlandet finns dalarna Flókadalur.